# Basile de Césarée
Vous lisez un « bon article » labellisé en 2010.
Pour les articles homonymes, voir Saint Basile, Saint-Basile et Basile.
Basile de Césarée, né en 329 et mort, selon la tradition, le 1er janvier 379 à Césarée de Cappadoce, est l'un des principaux Pères de l'Église. Il a été appelé, de son vivant, Basile le Grand en raison de son autorité morale et ecclésiale.
Fondateur d'un monastère dans la région du Pont, sur la mer Noire, il est l'auteur d'une règle connue comme la règle de saint Basile. Celle-ci est devenue la principale règle monastique de l'Église d’Orient et a partiellement inspiré la règle de saint Benoît dans l'Occident chrétien. Il pratiqua l'ascèse toute sa vie.
En 370, il devient évêque de Césarée. Son engagement pendant la famine, les hospices pour les malheureux qu’il crée au sein d’une cité de la miséricorde qui porte le nom de Basiliade en ont fait l'un des précurseurs du christianisme social.
Il défend la foi de Nicée contre l’arianisme et écrit des traités sur le Saint-Esprit, développant la théologie de la Trinité. Il cherche autant que possible à pacifier les divisions au sein de l’Église. Il est considéré, avec son frère Grégoire de Nysse et Grégoire de Nazianze, comme l'un des trois « Pères cappadociens ».
Il est reconnu comme Docteur de l'Église en 1568 par le pape Pie V. Vénéré en tant que saint par les orthodoxes comme par les catholiques, il est fêté le 2 janvier en Occident, et le 1er janvier, son dies natalis, en Orient, mais également lors de la « fête des trois docteurs œcuméniques », le 31 janvier, avec Jean Chrysostome et Grégoire de Nazianze.

## Biographie

### Enfance et formation
Basile le Grand est originaire de Césarée de Cappadoce, où il est né vers 329, dans une famille chrétienne d'avocats et de rhéteurs, appartenant aux milieux riches et influents de Césarée. Sa grand-mère, Macrine l'Ancienne, avait suivi l'enseignement de Grégoire le Thaumaturge, et le transmit à sa famille. Deux des frères de Basile, Grégoire de Nysse et Pierre de Sébaste, deviendront évêques comme lui. Un autre frère, Naucratios, qui avait embrassé la vie érémitique, meurt vers 357 dans un accident de chasse ou de pêche. Sa mère Emmélie, une fois veuve, et sa sœur, Macrine la Jeune, se font religieuses.
Il étudie auprès de son père Basile l'Ancien, professeur de rhétorique, puis dans les écoles de grammairiens de Césarée de Cappadoce. Il poursuit ses études à Constantinople, puis à Athènes en 351, où il se lie d'amitié avec un camarade de l'Académie, Grégoire de Nazianze. Cette amitié naît de l'accueil fait par Grégoire de Nazianze à Basile, qui lui évite un bizutage trop important lors de son entrée dans l'Académie,,. Grégoire affirme ensuite : « Ce fut là le prélude à notre amitié ; c'est de là que jaillit l'étincelle de notre union ; c'est ainsi que nous fûmes touchés l'un par l'autre ».
Cette relation est renforcée lorsque Grégoire, lors d'un concours de rhétorique, prend la défense de Basile contre des Arméniens qui voulaient l'humilier . Cette amitié est renforcée par la foi forte que vivent Basile et Grégoire de Nazianze à Athènes, où ils côtoient de nombreux païens. Dans ses écrits, Grégoire insiste sur le caractère spirituel de leur relation. La première partie des études à Athènes semble indiquer que Grégoire joue auprès de Basile de Césarée un rôle de professeur. Les deux hommes développent le même goût pour la vie contemplative et monastique, dans une école où l'on étudie principalement les lettres classiques. Grégoire de Nazianze insiste dans son éloge funèbre de Basile sur l'intelligence supérieure de celui-ci.
Basile apprend la rhétorique, la grammaire, la littérature grecque classique en étudiant Homère, Euripide et Sophocle. Il a pour condisciple le futur empereur Julien.

### Vie monastique
En 355, à l'âge de 26 ans, il quitte Athènes sans l'aval de Grégoire de Nazianze,. Il enseigne la rhétorique à Césarée de Cappadoce et à Néocésarée,, et y exerce quelque temps la profession d'avocat jusqu'en 356.
Sa sœur Macrine, qui vit dans le Pont une vie d'ascèse avec sa mère, alors veuve, l'encourage à démissionner et à se faire baptiser. Il décide alors de mener une vie monacale.
Basile reçoit le baptême des mains de l'évêque de Césarée, Dianée. Basile, profondément attiré par la vocation monacale, se rend en Syrie, en Palestine et en Égypte afin d'observer et de découvrir les personnes menant une vie de cénobitique ou anachorétique,,. Ces périples durent deux ans.
En 358, de retour de ces voyages, il renonce au monde, se retire dans la solitude dans le Pont, au bord de l'Iris, près du lieu où vit la communauté de femmes réunie autour de sa mère et de sa sœur Macrine. Sur la rive opposée, il crée un ermitage qui devient très vite une communauté d’hommes, plusieurs moines le rejoignant,,. Les rapports entre les deux communautés de ce monastère double nous sont connus par la Vie de Macrine, dialogue laissé par Grégoire de Nysse, frère de Macrine et de Basile.
Là, Basile reçoit des visites de Grégoire de Nazianze, et développe une règle de vie monacale. Dans sa correspondance épistolaire avec Grégoire de Nazianze, il envoie à son ami les règles de vie monastique qui constituent ultérieurement les règles de l'ordre de saint Basile. Devenu prêtre, il rédige des conseils dont cinquante-cinq forment la « grande règle » et 313 autres la « petite règle »,. Grégoire de Nazianze lui rend visite à plusieurs reprises, aidant sans doute à la formulation des règles monastiques qui deviennent postérieurement le fondement du monachisme oriental. Il y reste pendant cinq ans, menant une vie monacale.

### Presbytérat de Basile

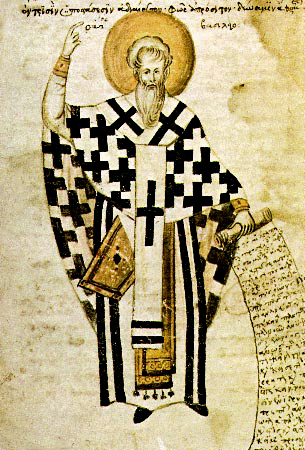
Basile de Césarée, miniature XVe siècle, Mont Athos.

En 362, il quitte son monastère afin d'assister son évêque de Césarée de Cappadoce, Dianius, qui meurt rapidement. Son successeur Eusèbe l'ordonne prêtre et le prend comme auxiliaire pour ses talents intellectuels. Basile aide à la gestion de l'évêché et prêche à Césarée. L'une des principales raisons de la venue de Basile auprès de l'évêque de Césarée est de conseiller l'évêque face aux persécutions de Julien l'Apostat. L'avènement de Julien comme empereur avait occasionné des troubles à Césarée, Julien ayant alors réprimé la population et exigé des amendes importantes. La présence de Basile auprès de l'évêque doit permettre une meilleure gestion de l'évêché. Pendant cette période, Basile reste en contact avec son monastère à travers une abondante correspondance épistolaire.
Pendant une courte période, Basile se trouve en désaccord avec Eusèbe et décide de repartir vivre dans le Pont,,. Les raisons de ce conflit ne sont pas claires. Il serait dû à une division de l'Église de Césarée vis-à-vis d'Eusèbe, qui aurait été accusé de défendre l'arianisme, ce qui provoque le début d'une division du clergé. Basile demande conseil à Grégoire de Nazianze et décide de ne pas prendre part à la division mais plutôt de partir en ermitage.
L'arrivée de Valens marqua le début de la persécution contre les partisans de la foi de Nicée. Basile décide alors de revenir afin de soutenir son évêque et le clergé,. Cette aide de Basile lors des persécutions de Valens permet de réconcilier les différentes factions. Basile devient le principal soutien de l'évêque Eusèbe,.
En 364, Basile rédige le traité Contre Eunomius, dans lequel il développe toute une théologie contre Eunome et sa conception de Dieu, qui nie la Trinité. Il dirige le diocèse avec un rôle non officiel d'évêque auxiliaire. Grégoire décrit le rôle de Basile : « Il en résulta qu'il était même investi du pouvoir dans l'Église, bien que le siège occupé par lui appartînt au second rang : en apportant son dévouement, il recevait en échange l'autorité, et c'était une chose admirable que ce concert et cet entrelacement des liens du pouvoir. L'un conduisait le peuple et l'autre le conducteur ».
Le 11 octobre 368 un tremblement de terre ravage la ville de Nicée, évènement qui suscite la réflexion de Basile sur le thème du mal et donne lieu à une homélie écrite vers 369. La même année 368 sévit une grande famine dans la région de Césarée. Basile prêche afin de favoriser la charité, et, ayant reçu l'héritage de sa mère défunte, décide de le donner aux pauvres, nourrissant les pauvres de sa ville, quelle que fût leur religion.

### Évêque de Césarée

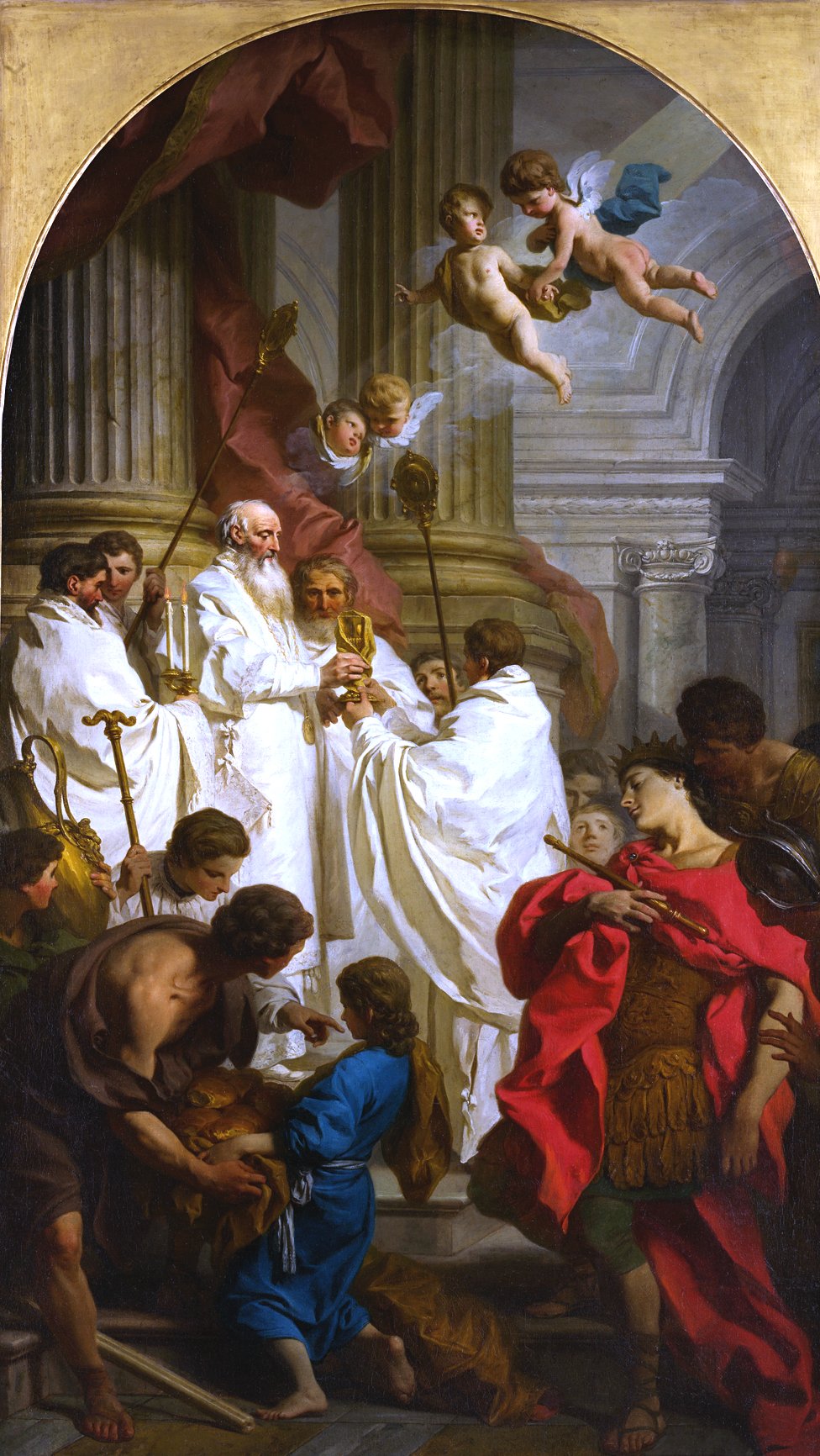
Basile de Césarée peint à gauche en train de célébrer une messe, œuvre de Pierre Subleyras.

À la mort d'Eusèbe, en 370, les évêques se réunissent afin d'élire le successeur d'Eusèbe. L'élection d'un nouvel évêque se fait alors par la réunion des évêques d'une province afin qu'ils cooptent celui qui va remplacer le défunt évêque, en prenant avis sur le clergé et les personnes influentes de la région. Cette élection est difficile dans la mesure où Basile défend la foi de Nicée : cela va à l'encontre des évêques ariens,. L'élection n'est pas immédiate, et l'arrivée de Grégoire l'Ancien à Césarée est sans doute déterminante dans la mesure où il fait le déplacement de Nazianze alors même qu'il a atteint un âge avancé. Basile est élu à seulement quelques voix de majorité.
Basile est élu évêque de sa ville natale, Césarée de Cappadoce, métropolitain de la Cappadoce, et éparque du grand diocèse du Pont,. Le siège de Césarée était l'un des plus importants de la région, sa juridiction s'étendant sur 50 suffragants et onze provinces. L'administration de Basile ne va pas sans rencontrer de difficultés à ses débuts, en particulier dans l'opposition qu'il suscite chez de nombreux ariens.

#### Opposition à l'arianisme et à l'empereur Valens
En 371, l'empereur Valens décide de diviser administrativement la Cappadoce en deux régions distinctes, principalement pour des raisons fiscales. Cette division conduit à affaiblir les finances de l'évêché de Césarée, ainsi que sa place et celle de ses évêques suffragants. Valens choisit Tyane comme deuxième capitale et met l'évêque Anthyme à la tête de cet évêché,. Basile refuse cette division et érige la ville de Nysse comme évêché, où il place son jeune frère Grégoire. En 372, il fait de même à Sasisme et y nomme Grégoire de Nazianze comme évêque. Grégoire de Nazianze accepte contre son gré et au nom de son amitié pour Basile, mais ne peut y entrer, l'évêque Anthyme l'en empêchant. Grégoire part alors dans le désert, entraînant une dispute entre Basile et lui. Un accord a finalement lieu entre Basile et Anthyme quelque temps plus tard.
Une fois élu évêque de Césarée, Basile fait tout son possible pour résister à l'arianisme, allant jusqu'à s'opposer à l'empereur Valens, qui persécute les adversaires de la foi arienne. Celui-ci tente d'imposer l'arianisme en faisant venir le préfet Modeste. Il menace Basile d'exil et de supplice si celui-ci ne professe pas la foi arienne, mais Basile refuse catégoriquement de signer un acte arien. Grégoire de Nazianze décrit le dialogue entre le préfet Modeste et Basile, lui prêtant ces paroles : « Quand c'est de Dieu même qu'il s'agit, Celui-ci étant contesté, nous comptons le reste pour rien ; nous ne regardons que Lui. Le feu, le glaive, les bêtes féroces, les ongles qui déchirent les chairs font plutôt nos délices que notre effroi. Après cela, injurie, menace, fais tout ce que tu voudras, profite de ta puissance. Qu'on fasse également savoir à l'empereur que tu ne nous feras pas adhérer à l'impiété, ni par la violence, ni par la persuasion »,. L'année suivante, l'empereur Valens vient à Césarée. Malgré la foi orthodoxe de Basile, Valens ne l'exclut pas, impressionné qu'il est, semble-t-il, par l'évêque de Césarée.

#### Administration du diocèse
L'administration de son diocèse est marquée par un profond engagement social. Basile développe une véritable assistance publique. Il fonde dans chaque circonscription de son diocèse un hospice pour recevoir les pauvres et les malades,. À Césarée, il construit un établissement complet, une véritable petite ville, qui comprend au centre l'église, entourée d'un hospice de vieillards, d'un hôpital pour les malades, d'une hôtellerie pour les voyageurs et les pèlerins, de logements pour les gens de service et d'écoles pour les orphelins de la ville,, le tout financé par l'Église,. Cet ensemble est surnommé « Basiliade » en l'honneur de son fondateur,,.
Basile surveille attentivement son diocèse, visitant les différentes paroisses, et cela malgré sa santé fragile. Il défend les immunités ecclésiastiques et ne soutient pas l'excentricité de certains religieux de son diocèse. À cette fin, il rédige entre 376 et 378 les règles morales qu'il envoie en guise de testament spirituel aux basiliens établis dans le Pont. Ces règles, différentes de la Règle de saint Basile, sont une synthèse de sa doctrine spirituelle et ascétique.

#### Une lutte inachevée
Il recherche sans cesse l'unité de l'Église, par ses écrits hostiles aux divisions de l'Église. L'empereur Valens favorise les ariens et exclut du siège d'Antioche l'évêque Mélèce afin de le remplacer par un arien. Cette éviction conduit au schisme d'Antioche, les partisans de la foi de Nicée sont persécutés par les ariens et Mélèce a choisi l'exil ; cette crise est d’autant plus grave que la ville d’Antioche est l’un des quatre sièges métropolitains dont le concile de Nicée reconnaît les prérogatives. Basile cherche à rétablir Mélèce sur son siège, raison pour laquelle il écrit tant au patriarche d'Alexandrie, Athanase, qu'aux évêques d'Occident et au Pape Damase,.
Vers 373, Basile décide d'écrire à Athanase d'Alexandrie, afin qu'il soutienne sa démarche auprès de l'évêque de Rome (le pape), lui demandant d'envoyer une délégation pour restaurer l'autorité et mettre fin aux divisions qui déchirent l'Église. Dans cette recherche de la « communion spirituelle », Basile use de termes relevant à la fois du registre psychologique, politique et philosophique ; il ne se contente pas d’engager le dialogue avec Eustathe, évêque de Sébaste, il demande aussi une profession de foi écrite afin de mettre un terme aux divisions intra-ecclésiales. Ardent défenseur de l’unité, Basile écrit aux Églises d'Occident afin de régler les litiges et de lutter contre les hérésies. Mais ses demandes ne sont pas bien accueillies, le pape demandant l'envoi d'une délégation d'évêques importants, ce que ne peut organiser Basile. Au même moment, son frère Grégoire est mis en cause par un particulier et remplacé en tant qu'évêque de Nysse, comme le sont plusieurs évêques proches de Basile. Celui-ci écrit de nouveau au pape l'année suivante ; le pape lui répond, défendant la foi de Nicée, mais n'approuvant pas toutes ses demandes.
Souvent malade et de santé fragile, Basile meurt, selon la tradition, le 1er janvier 379, à l'âge de 50 ans ; les travaux plus récents de Pierre Maraval et de Allan D. Booth placent ce décès plus vraisemblablement vers le mois d’août 377.

## Héritage

### Théologie de Basile de Césarée

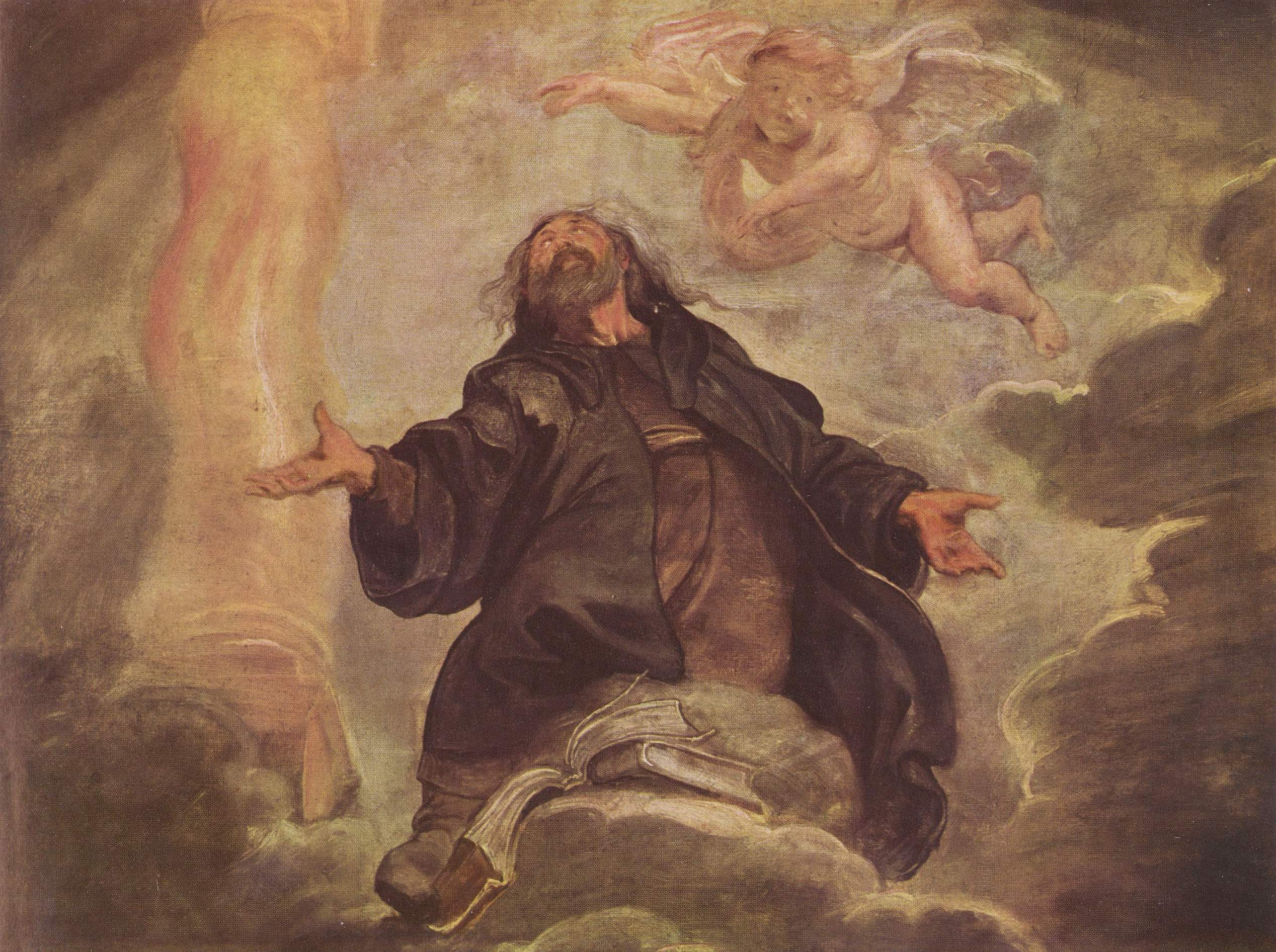
Peinture de Pierre Paul Rubens représentant Basile de Césarée.

#### Le problème du mal
À partir du IIIe siècle, Origène, et les Pères cappadociens commencent à proposer une explication de type philosophico-théologique au problème du mal. Basile de Césarée développe même la première théodicée chrétienne dans son homélie intitulée Dieu n’est pas l’auteur des maux, écrite vers 369. Platon aussi bien que Sénèque avaient déjà affirmé que la divinité est « hors de cause », θεὸς ἀναίτιος. La thèse de Basile, inspirée du livre des Psaumes et des Prophètes, va au-delà en affirmant la foi en la bonté et la justice de Dieu, conformément à la Révélation biblique : « Dans l’ensemble du Psaume il nous enseigne à ne pas céder au découragement quand nous sommes dans l’affliction, mais plutôt à attendre patiemment que se manifeste la bonté de Dieu, sachant que c’est par économie qu’il nous livre à l’affliction, en mesurant l’ampleur de nos tourments à proportion de la foi qui est en nous ». La distinction entre mal réel ou moral (le vice, le péché) et mal apparent (la maladie, la mort, les fléaux) reprend l’idée maîtresse du stoïcisme qui distingue entre ce qui dépend de notre volonté et ce qui ne dépend pas de notre volonté. Basile esquisse ainsi une théologie de l’action de Dieu et de l’agir humain : il adopte l’idée de l’utilité du mal en tant que pédagogie mais aussi en tant que thérapie. La justice de Dieu est en effet liée à sa bonté, et le mal est une punition nécessaire pour faire justice, de même qu’un médecin ne cesse pas d’être bienfaisant même quand il procède à des amputations ou inflige au corps des souffrances pour combattre la maladie ; le vrai visage de Dieu étant celui du Sauveur, Basile souligne combien l’action de Dieu dans l’histoire est une économie sotériologique visant le salut éternel de l’homme. Enfin, d’un point de vue ontologique, Basile montre que le mal n’a pas de substance propre, « nous ne pouvons pas l’avoir sous les yeux comme une essence hypostasiée, […] mais il survient par des altérations de l'âme ». Le mal a pour origine le libre arbitre de la créature raisonnable, quand elle devient étrangère à Dieu. Au total, la théodicée de Basile fait dialoguer théologie et philosophie, en conciliant dans sa conception de Dieu, une action d’amour et de justice.

#### La divinité du Christ
Dans le traité du Contre Eunome, Basile développe son argumentation afin de rejeter ce qu'il considère comme l'hérésie d'Eunome, qui remet en cause la nature divine du Christ.
Eunome, tenant du courant anoméen de l'arianisme, développe, à partir des écrits de Platon, et son Phèdre en particulier, une conception qui remet en cause la Sainte Trinité. La conception de Platon de l'Inengendré, ou l'innascible, conduit Eunome à affirmer que l'innascibilité est le propre de Dieu, en d’autres termes, que l’inengendré est la substance de Dieu. Or pour Eunome, Jésus est engendré par le Père. Comme il est engendré, il ne peut être inengendré et donc il ne peut pas être de nature divine. Ainsi il affirme que « Platon a triomphé du concile de Nicée »,.
Basile met en cause les thèses d'Eunome en affirmant qu’elles sont blasphématoires, et que l'« inengendré », terme non attesté dans les saintes Écritures, ne peut être une définition satisfaisante de Dieu. Basile lui préfère le terme relatif et scripturaire de « Père » qui contient la même idée et pose le rapport au Fils ; il critique la définition de Platon, qui identifie dans l'« inengendré » la forme du concept avec son objet connu. Basile continue en affirmant qu'Eunome réduit la définition de Dieu à l'un de ses attributs. Eunome a donc la prétention de parler de Dieu en se fondant sur ses connaissances rationnelles. Pour Basile, notre nature humaine et finie ne peut pas prétendre à une connaissance entière de Dieu comme l'affirme Eunome.
Basile affirme ainsi : « Le monde a été créé, nous fait bien connaître la puissance et la sagesse du Créateur, mais non son essence. La puissance du Créateur ne s'y révèle pas nécessairement tout entière. Il se peut que le bras de l'Artiste divin n'y déploie pas toute sa force… En tout cas, le dilemme d'Eunomius ne saurait nous étreindre. Si nous ne connaissons pas l'essence de Dieu, nous ne connaissons rien de Lui. Si, pour être vraie, la connaissance devait être la pleine compréhension, que saurions-nous des choses finies elles-mêmes, qui, par tant de côtés, nous échappent ? Et il s'agit de l'infini ! Connaître l'essence divine, c'est avant tout connaître l'incompréhensibilité de Dieu »,.

#### Traité du Saint-Esprit
Dans ce traité, achevé en 375, Basile souhaitait, à l’origine, répondre aux interrogations de l’évêque Amphiloque d'Iconium sur la validité des variantes dans le texte de la doxologie adressée à Dieu le Père, et sources de confusions sur le dogme trinitaire. Issu du parti homéousien, Basile vise avant tout à ruiner la doctrine impie des adversaires de l’Esprit saint, les pneumatomaques, secte alors naissante issue de l’arianisme de Basile d'Ancyre. En s’interrogeant sur le sens et l’emploi des prépositions « et », « dans » et « avec », rapportées aux personnes divines et à leurs relations mutuelles dans la Trinité, Basile cherche à répondre à la question : Qui fait la communion ?. Assuré qu’il y a à la fois communauté de nature et communion entre les Personnes divines (en grec ancien : κοινωνία), il y établit l'égalité d’honneur (« l’homotimie ») de l’Esprit avec le Père et avec le Fils, à partir des Écritures et de la Tradition.
Ce traité qui est un modèle de pneumatologie marque, entre les conciles de Nicée (325) et de Constantinople (381), une étape décisive sur la voie de la définition de la consubstantialité du Saint-Esprit. Source patristique par excellence de la théologie du Saint-Esprit, ce traité a inspiré en particulier saint Augustin.
- Le Magnificat de l'Esprit

« Comme le soleil brille sur les corps sans être amoindri par la part de lumière qu'ils reçoivent de mille façons, l'Esprit procure à tous sa grâce sans être diminué ni divisé.
Il illumine tous les êtres vers l'intelligence de Dieu, il inspire les prophètes, il donne la sagesse aux législateurs, la consécration aux prêtres, la force aux rois, le conseil aux justes, l'honneur aux gens de vertu. Par sa grâce, il opère les guérisons, il rend la vie aux morts, il libère les enchaînés, il adopte les enfants déshérités.
Il opère ces merveilles en faisant naître d'en haut. Un publicain a la foi ? il en fait un évangéliste (Mt. 9.9). Il vient chez un pêcheur ? Il en fait un théologien (Mt. 4.19). Un persécuteur se repent ? Il en fait l'Apôtre des nations, le héraut de la foi, l'instrument qu'il s'est choisi (Ac. 9.15). Par lui, les faibles sont forts, les pauvres sont riches, les gens sans esprit ni éloquence, plus sages que les sages.
L'Esprit est dans le ciel et il remplit la terre, il est partout présent et n'est enfermé nulle part. Il réside tout entier en chacun et est tout entier avec Dieu. Il n'administre pas les dons en serviteur liturgique, mais il dispense sa grâce de sa propre autorité. Car il la dispense, dit Paul, à chacun en particulier, comme il le veut (1 Co. 12.11). Il est envoyé comme dispensateur, mais il agit de sa propre autorité. Prions pour qu'il soit présent en nos âmes et qu'à aucun moment il ne nous abandonne, par la grâce de notre Seigneur Jésus-Christ, à qui soient la gloire et le pouvoir dans les siècles des siècles. Amen ! »

— Homélie 15, sur la foi, 3, traduction inédite de Guillaume Bady.
Basile a longtemps étudié la culture profane avant de devenir évêque de Césarée en Cappadoce. Extrait du Traité du Saint-Esprit :
Le Fils de l'homme va être livré
« Comment ne pas être stupéfaits devant la grande puissance, mais aussi l'amour du Sauveur pour les hommes, lui qui a supporté de compatir à nos faiblesses et qui a été capable de s'abaisser jusqu'à notre pauvreté ? En effet, ni le ciel, ni la terre, ni l'immense étendue des mers, les habitants des eaux, ceux qui vivent sur la terre, les plantes, les étoiles, l'air, les saisons, l'ordonnance infiniment variée de l'univers, rien ne prouve autant la suréminence de sa force que le fait d'avoir pu, lui Dieu, lui que l'espace ne saurait contenir, se laisser impassiblement lier par la chair à la mort, afin de nous accorder, par sa propre Passion, la grâce de l'impassibilité.
Et si l'Apôtre dit : En tout cela, nous triomphons par celui qui nous a aimés (Rm. 8, 37), il n'indique pas par ce mot quelque humble service, mais le secours qui opère dans la vigueur de la force. Ne considérons donc pas l'action du Fils comme une aide fournie sous la contrainte — celle qu'impose à un esclave sa condition inférieure — mais dans le soin attentif dont il entoure délibérément son propre ouvrage, voyons l'œuvre de la bonté et de la miséricorde, selon la volonté de Dieu le Père. Nous ferons ainsi un acte de piété, en témoignant, en tout ce qu'il accomplit, de la puissance parfaite du Fils, sans jamais le séparer du dessein du Père. »

### Réforme du cénobitisme

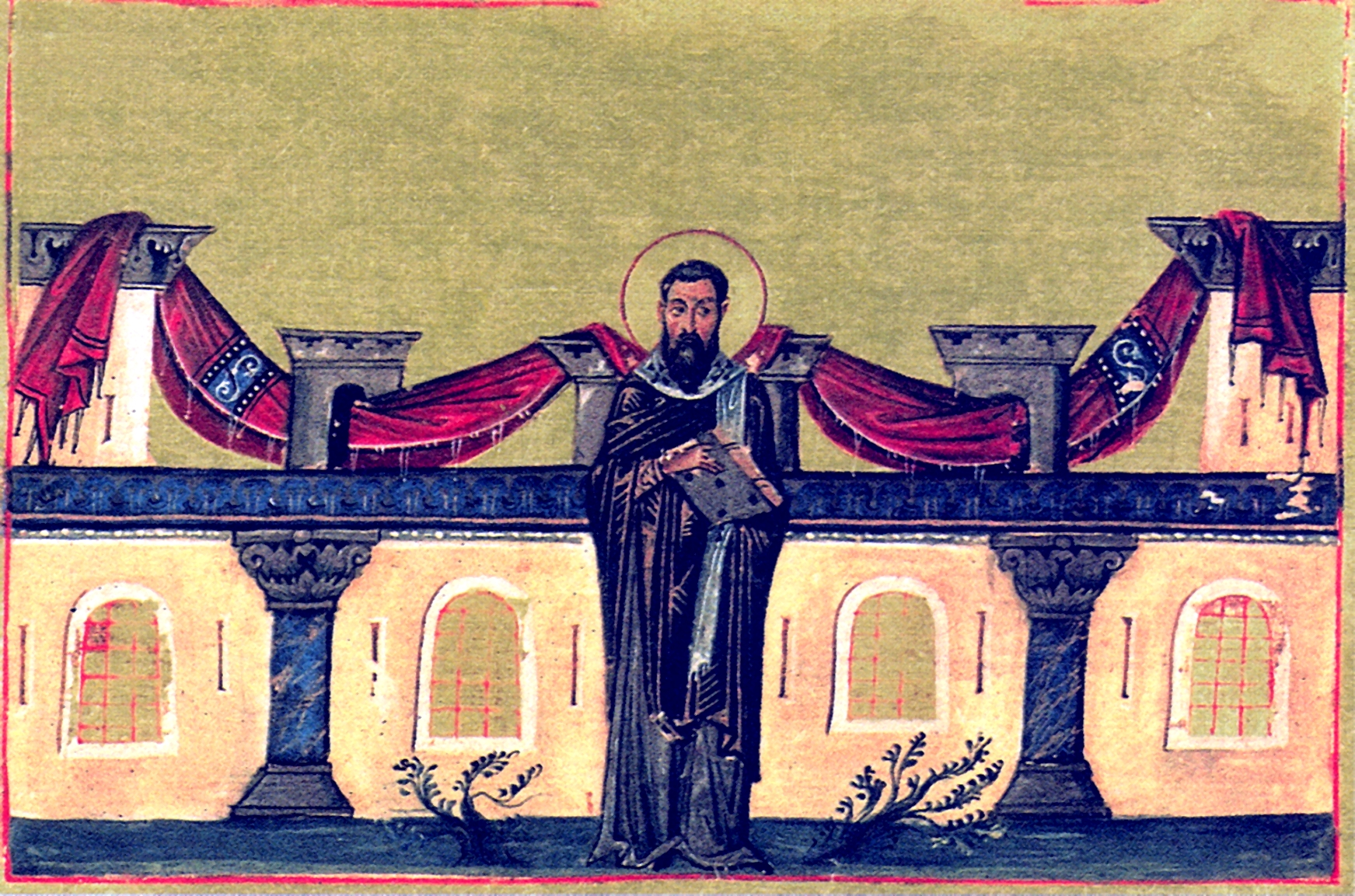
Représentation de Basile au XIe siècle.

Basile de Césarée a une expérience importante de la vie cénobitique et anachorétique à travers ses voyages en Orient, au cours desquels il observe les différentes formes de vies consacrées. À l'issue de ses voyages, il crée une communauté à Annisa, près de Neocésarée, où il développe une nouvelle forme de monachisme, suivant une règle qu'il rédige en partie avec l'aide de Grégoire de Nazianze, donnant naissance à l'Ordre de saint Basile.
Pour Basile, l'idéal de vie monastique ne réside pas dans les immenses colonies de moines existant en Égypte, ni dans les ermitages qu'il a visités dans le désert. Il trouve que les trop grandes colonies de moines sont trop actives et bruyantes et que les ermitages oublient la charité et l'humilité : « Si vous vivez à l'écart des hommes comment pourrez-vous vous réjouir avec les heureux et pleurer avec ceux qui souffrent ? Notre-Seigneur a lavé les pieds de ses apôtres : vous qui êtes seul, à qui les laverez-vous ? Et comment exercerez-vous l'humilité, vous qui n'avez personne devant qui vous humilier ? ». Basile souhaite donc que les monastères soient de taille raisonnable, de sorte que l'higoumène puisse avoir un rapport suivi avec chaque moine.,.
En outre, il s'oppose à l'austérité radicale et systématique qu'il a observée lors de son séjour en Orient. Même s'il pratique une vie de privations, il rejette les trop grandes privations, celles-ci devant rester modérées. Ainsi recommande-t-il de ne pas se dépouiller de ses biens en embrassant la vie religieuse, mais de les considérer comme étant consacrés à Dieu, afin de les employer pour de bonnes œuvres.
La règle de saint Basile contribue à rapprocher les moines du clergé séculier. Dans les monastères orientaux, les moines avaient l'interdiction de devenir prêtre. Basile défend la présence de prêtres dans les monastères, alors même que Pacôme le Grand refuse catégoriquement que ses moines reçoivent l'ordination presbytérale. Il souhaite que les monastères soient proches des villes, certes coupés physiquement et moralement du monde, de manière à pouvoir contribuer à l'instruction chrétienne, mais aussi pour être un exemple de vie chrétienne.
Basile rédige les règles de l'ordre vers 361, en tant que prêtre. Il écrit au Pape Libère en 363, qui confirme le bienfait de ces règles monacales, comme le Pape Damase Ier en 366 et le Pape Léon en 456.
L'ordre de saint Basile se propage rapidement en Orient, au point de devenir l'un des ordres de référence de la vie cénobitique orthodoxe. En Occident, Benoît de Nursie s'inspire de ces règles pour rédiger la règle de saint Benoît, qui y joue le même rôle.
La règle de saint Basile est la seule règle monastique ayant perduré jusqu'à nos jours dans les monastères d'Orient.

### Liturgie de saint Basile

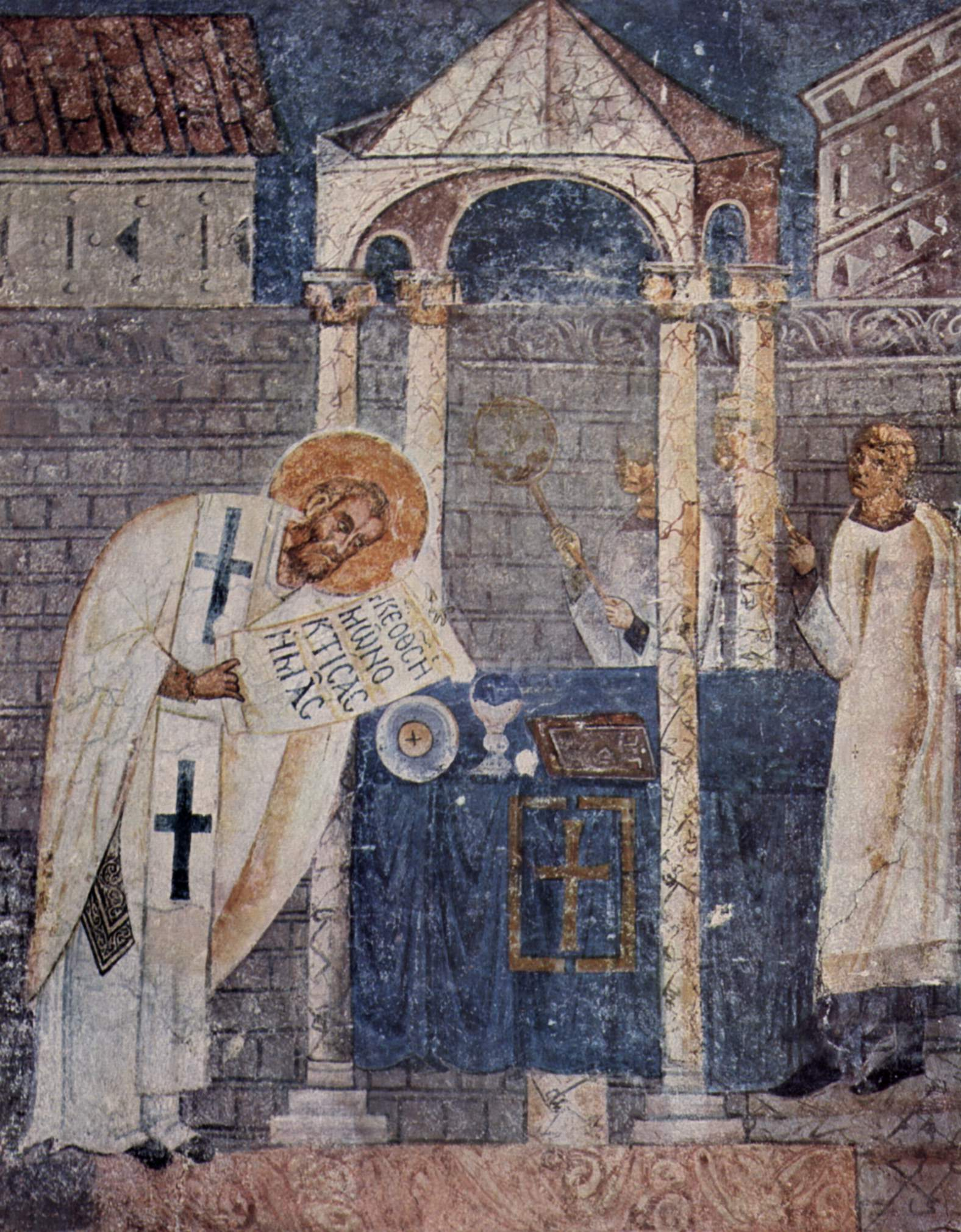
Fresque de la Cathédrale d'Ohrid, représentant saint Basile pendant la consécration de la Divine Liturgie, qui porte son nom.

La liturgie de la messe a repris certaines formules de la divine Liturgie de saint Basile, toujours en usage dans l’Église orthodoxe, où elle est célébrée les dimanches du Grand Carême de Pâques, hormis le dimanche des Rameaux, le Jeudi saint, le Samedi saint, la veille de Noël, le 1er janvier, fête de saint Basile et la veille de la Théophanie (Épiphanie).
Saint Basile réforme durablement la liturgie, laquelle porte son nom : la liturgie de saint Basile, encore en usage chez les orthodoxes et les catholiques de rite byzantin. Cette liturgie est célébrée dans l’Église d'Orient à la place de la liturgie de saint Jean Chrysostome les dimanches et jours de fêtes mentionnés plus haut. Les Coptes et les Éthiopiens ont aussi une anaphore de saint Basile, dont la paternité est confirmée par les liturgistes, alors que l'anaphore principale de l'église arménienne est celle de saint Basile.

### Basile et la culture classique
La question des relations entre foi chrétienne et culture grecque se pose avec acuité dès le IIIe siècle. Au cours du IVe siècle, Julien l’Apostat met en œuvre une politique de restauration du paganisme ; son édit impérial du 17 juin 362 vise à écarter les chrétiens de l’enseignement des lettres classiques, obligeant ces derniers à réagir. Après la mort de Julien et l’abolition de son édit, Basile souhaite montrer combien la culture grecque reste un bien commun aux chrétiens et aux païens. Sa double formation, tant profane que chrétienne, lui confère une autorité importante dans la question de l'utilisation chrétienne des sources païennes. Dans les années 370, il écrit donc une œuvre destinée à des jeunes gens, en principe ses neveux, mais intéressant en réalité un public bien plus large : le Discours aux jeunes gens, sur la manière de tirer profit des lettres helléniques. Face aux détracteurs de la culture classique, à ceux qui estiment qu’un chrétien doit fuir la lecture des auteurs païens, Basile défend l’idée que cette culture — nommée « les sciences du dehors » — doit être un instrument au service de la foi.

Dans cet écrit, Basile déploie une remarquable érudition, son immense culture empruntant des formules et des citations à Homère, Hésiode, Solon, Eschyle, Euripide, Platon, Plutarque, sans compter les philosophes qu’il nomme mais dont nous ne conservons aujourd’hui que des fragments. Tout son message réside dans la certitude que l’apprentissage de la culture classique est la meilleure préparation à l’intelligence des mystères chrétiens. Il développe sa démonstration avec discernement, établissant une distinction entre les ouvrages qui prônent la vertu et ceux qui étalent la corruption des mœurs ou négligent l’exigence de vérité. Dans la culture profane très décriée, tout n'est pas immoral, les nombreux exemples peuvent, selon Basile, apporter aux jeunes un ennoblissement. Il réclame cependant que soient éliminées les parties les plus suspectes, et se méfie de l’art sophistique dont usent les orateurs attiques pour convaincre, aux dépens de la vérité. Ce sont les philosophes qui ont sa faveur, et en premier lieu le Platon de La République à qui il emprunte bien des images, entre autres celle du soleil intelligible, lumière véritable par opposition aux reflets et aux ombres : 

« Si nous voulons que demeure indélébile l’idée que nous nous faisons du bien, nous devons solliciter ces sciences du dehors, à la suite de quoi nous entendrons les saints enseignements des mystères. Habitués à voir ainsi le soleil dans l’eau, nous pourrons tourner nos regards vers la lumière. »

— Basile de Césarée, Aux jeunes gens sur la manière de tirer profit des lettres helléniques, II, 39, 46.
 Les études des jeunes peuvent donc commencer par les écrits profanes avant de s’achever par l'étude de la Bible. Ainsi les écrits grecs sont, pour le chrétien, la même chose que la culture égyptienne pour Moïse et sont pour Basile les premières étapes afin d'accéder à la plus haute tâche, qui est l'intelligence de l'Ancien Testament et du Nouveau Testament. En revendiquant pour la culture chrétienne le meilleur de la tradition classique, Basile assurait définitivement la lecture des œuvres antiques, et favorisait aussi la survie de l’hellénisme.
Cette lettre de Basile est l'une des plus connues et a été réimprimée à la Renaissance.

## Postérité

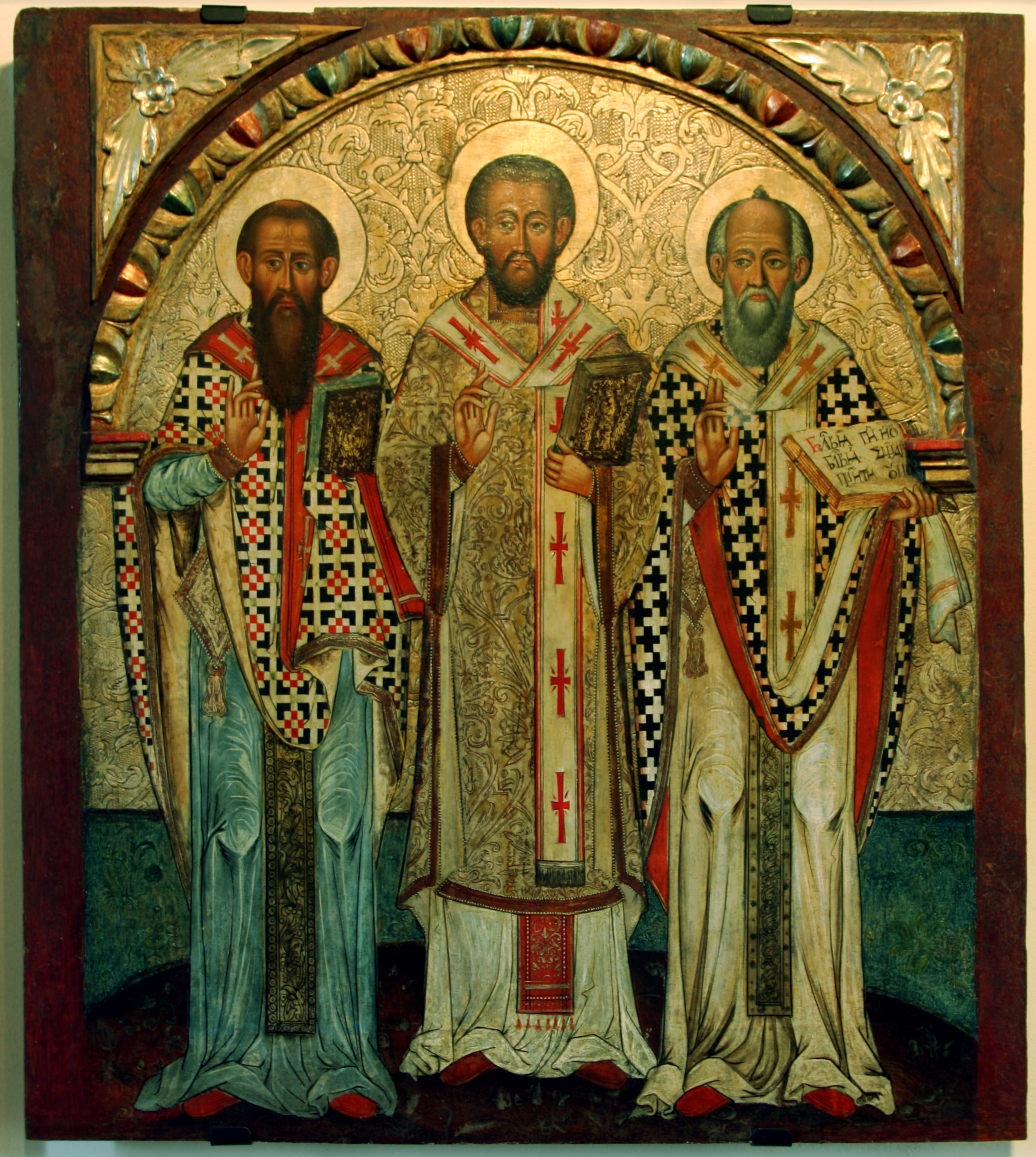
Icône représentant les Trois Hiérarques (de gauche à droite) : Basile, Jean Chrysostome, Grégoire de Nazianze.

### Écrits de Basile de Césarée
Basile est reconnu comme l'un des grands théologiens du IVe siècle, en laissant un livre sur le Saint-Esprit écrit en 375, le traité Contre Eunomius en trois livres écrit entre 363 et 365, trente-sept homélies, dont neuf sur l'œuvre des six jours appelée l’Hexaméron ou les six jours de la création, qu'Ambroise de Milan a imitée, treize homélies sur des psaumes, ainsi qu'une riche correspondance épistolaire. Il a laissé encore des traités de Morale et d'Ascétisme et des Commentaires sur diverses parties de l'Écriture.
Il a en outre produit plusieurs autres œuvres littéraires dans un style qui s'apparente à celui de la seconde sophistique, comme Lucien de Samosate.
Ses œuvres ont été réunies en trois volumes in-folio, par Julien Garnier et Prudhomme Maran, à Paris, entre 1721 et 1730, et réimprimées par les frères Gaume, 1835-1840, et dans la collection de l'abbé Jacques Paul Migne.
Les Homélies et les Lettres ont été traduites en français par l'abbé Jean-Baptiste Morvan de Bellegarde en 1691 ; l’Hexaméron, par Athanase Auger, 1788 ; les Ascétiques par Godefroy Hermant, 1661 ; un des traités de Morale par l'abbé Leroy, 1663 ; le Discours sur l'utilité des livres profanes par Claude-Antoine-Félix Frémion, 1819.
M. Roustan a publié une traduction complète de Basile de Césarée, 12 volumes in-8 dont 4 seulement sont parus (1847), et Hermant a donné sa Vie (1674). Eugène Fialon a écrit une Étude historique et littéraire sur saint Basile, suivie de l’Hexaméron qu'il a traduit en français en 1865.
Ses œuvres sont répertoriées au tome 2 de la Clavis Patrum Græcorum sous les no 2835 à 3005.

### Postérité ecclésiale
Basile est très vite considéré comme saint et docteur de l'Église pour ses contributions contre l'arianisme, en particulier pour ses écrits concernant la divinité de l'Esprit-Saint. Traduits en latin, ceux-ci lui assurèrent de son vivant une grande notoriété en Occident, laquelle lui vaudra d'être un des pères grecs les plus cités par les auteurs médiévaux.
Mort le 1er janvier, il est commémoré par le christianisme orthodoxe le même jour que la fête de la circoncision. Le martyrologe romain fête saint Basile, non pas le 1er janvier, consacré à la Vierge Marie, mais le lendemain - 2 janvier - en compagnie de son ami Grégoire de Nazianze. Avant la réforme du martyrologe romain en 1969, la Saint-Basile était célébrée le 14 juin, date traditionnelle à laquelle Basile aurait été ordonné évêque. Les anglicans célèbrent la Saint-Basile le 2 janvier, et les coptes la 14 ou 15 janvier.
Dans le rite byzantin, le 30 janvier est la fête des Trois Hiérarques, qui célèbre Grégoire de Nazianze, Basile de Césarée et Jean Chrysostome.

## Autres écrits

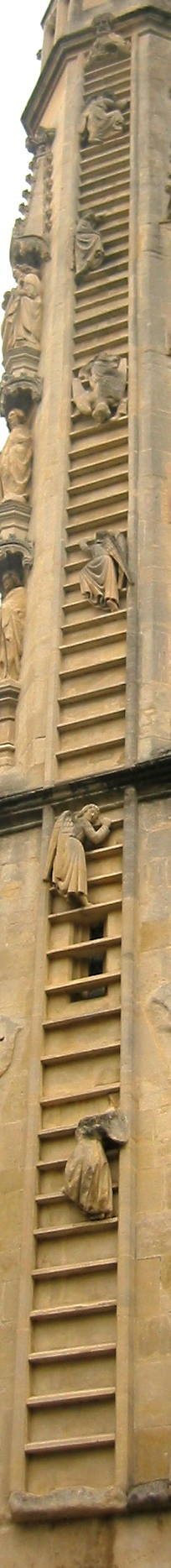
Les anges montent l'échelle de Jacob. Sculpture sur la façade ouest de l'Abbaye de Bath. Angleterre.

Basile a longtemps étudié la culture profane, avant de devenir évêque de Césarée en Cappadoce.
Heureux est l'homme

« Heureux est l'homme qui ne suit pas le chemin des pécheurs (Ps 1, 1). Pourquoi dire « heureux » non pas celui qui pratique la vertu, mais celui qui s’abstient du péché ? Car ainsi, on pourrait dire « heureux » le cheval, le bœuf, la pierre ! Quel être inanimé se tient-il dans la voie des pécheurs ? Attends donc un peu, tu trouveras le remède. Suit en effet : Mais se plaît dans la loi du Seigneur (Ps 1, 2). Or méditer la loi divine est le lot de celui-là seul qui est doué de raison.

Quant à nous, nous dirons ceci : pour commencer à posséder les biens, il faut se retirer des maux : Évite le mal, fais ce qui est bien (Ps 36, 27). Le psaume nous conduit donc à la vertu avec science et art, il fait du retrait des vices le commencement des biens. Car s'il t'avait dirigé d'emblée vers des œuvres parfaites, tu aurais reculé avant de t'y mettre. Mais maintenant, il t'en présente d'assez faciles pour que tu les affrontes hardiment.

Car je pense que l'exercice de l'amour envers Dieu est semblable à cette échelle que vit un jour le bien-heureux Jacob, qui d'une part était au ras du sol, mais d'autre part s'élevait plus haut que le ciel lui-même (Gn 28, 12). Ainsi ceux qui s'engagent dans une vie vertueuse doivent d'abord mettre le pied sur les premiers degrés, de là monter toujours sur les degrés suivants jusqu'à ce que, petit à petit, ils arrivent aussi haut que la nature humaine peut monter. »

— Basile de Césarée. Homélie sur le psaume 1, 4-5 ; Magnifiez avec moi le Seigneur, trad. L. Brésard, Cerf, 1997, p. 48-49.
À saint Basile, évêque de Césarée en Cappadoce, sont attribuées des Règles suivies encore aujourd'hui par une large partie des moines d'Orient, et rédigées sous forme de questions et de réponses.
Questionner la foi

« Question : — Parlez-nous d'abord de l'amour de Dieu. Il est entendu qu'il faut aimer Dieu, mais comment faut-il l'aimer ? Voilà ce que nous voudrions apprendre.

Réponse : — L'amour de Dieu ne s'enseigne pas. Personne ne nous a appris à jouir de la lumière ni à tenir à la vie par-dessus tout ; personne non plus ne nous a enseigné à aimer ceux qui nous ont mis au monde ou nous ont élevés.

De la même façon, ou plutôt, à plus forte raison, ce n'est pas un enseignement extérieur qui nous apprend à aimer Dieu. Dans la nature même de l'être vivant — je veux dire de l'homme —, se trouve inséré comme un germe qui contient en lui le principe de cette aptitude à aimer. C'est à l'école des commandements de Dieu qu'il appartient de recueillir ce germe, de le cultiver diligemment, de le nourrir avec soin, et de le porter à son épanouissement moyennant la grâce divine. »

— Basile de Césarée. Grandes règles, question 2, trad. L. Lèbe, dans Saint Basile, Les règles monastiques, Maredsous, 1969, p. 49.
Interprétation
Le texte qui suit est tiré du Traité du baptême. Cette œuvre, destinée aux moines, est attribuée à saint Basile le Grand.
Servir Dieu, avant tout

« Ce n'est pas seulement le mépris des biens et des nécessités de la vie qui nous est enseigné. Nous apprenons aussi à élever nos sentiments au-dessus des usages de la société, considérés selon la loi et selon la nature comme de justes obligations.

À l'un qui avait dit : « Permets-moi d'aller d'abord enterrer mon père », il a répondu : « Laisse les morts enterrer leurs morts » (Lc 9, 59-60). Et à cette parole de l'autre : « Laisse-moi d'abord faire mes adieux aux gens de ma maison », il a donné cette réplique plus frappante, accompagnée d'une plus lourde menace : « Quiconque met la main à la charrue, puis regarde en arrière, n'est pas fait pour le royaume de Dieu » (Lc 9, 61-62). On voit par là que l'obligation humaine, lorsqu'elle fait tant soit peu différer la ferme obéissance due au Seigneur, est incompatible, même si elle semble raisonnable, avec le désir de devenir son disciple.

« Si quelqu'un, affirme le Seigneur, vient à moi sans me préférer à son père, sa mère, sa femme, ses enfants, ses frères et sœurs, et même à sa propre vie, il ne peut pas être mon disciple. » Cette « haine » met en nous l'idée non de tramer des embûches, mais d'exceller dans la piété en nous empêchant d'écouter les voix qui en détournent. »

— St Basile le Grand. Sur le baptême I, 3-4, trad. J. Ducatillon, Paris, Cerf, coll. « Sources Chrétiennes » 357, 1989, p. 93-99.

### Bibliographie

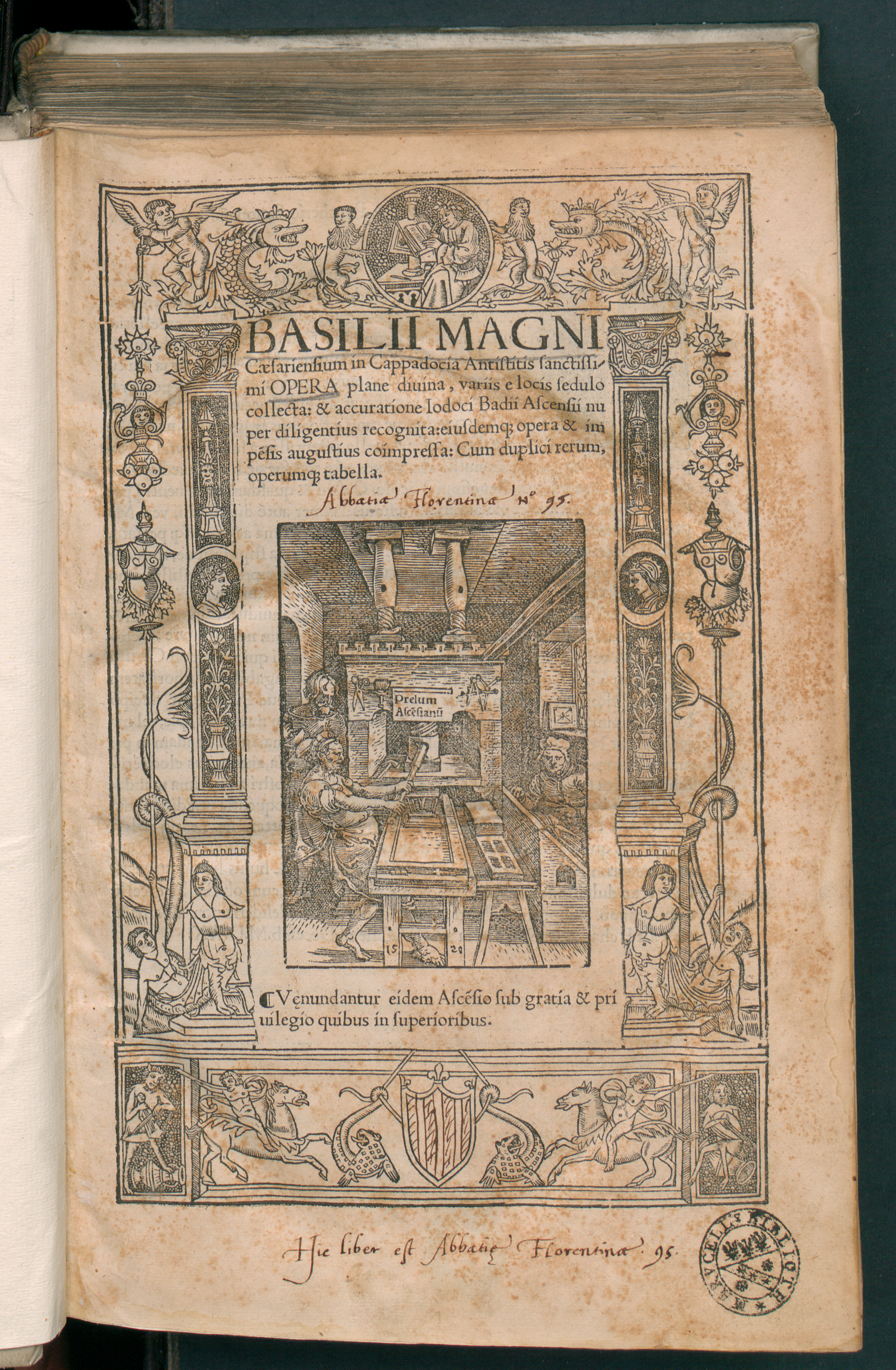
Basilii Magni Opera, 1540.